# Le Roi Rhodolinos
Le Roi Rhodolinos (en grec moderne : Βασιλεύς ο Ροδολίνος) est une pièce de théâtre de l'écrivain grec Joannes Andreas Troilos, parue à Venise en 1647.

## Résumé
Trossilos, roi de Perse, aime Arétoussa, fille du roi de Carthage. Mais le père est opposé au mariage, Trossilos ayant auparavant tué le frère d'Arétoussa. Trossilos invente alors un stratagème : il engage son ami Rhodolinos, roi de Memphis, à demander la main d'Arétoussa, et à lui remettre la jeune fille à son retour d'Égypte. Mais Rhodolinos tombe amoureux d'Arétoussa, et son amour est partagé. Il est désormais contraint à faire un choix : respecter sa parole envers Trossilos et trahir Arétoussa, ou épouser Arétoussa et trahir Trossilos. La pièce se conclut avec les suicides d'Arétoussa, qui s'empoisonne, de Rhodolinos, qui se transperce de son épée, et de Trossilos.

## Commentaire
La tragédie de Troilos est inspirée de Il Re Torrismondo (1587) du Tasse. Par rapport à l'original, les éléments provenant de la mythologie sont supprimés, et quelques scènes mettant en relief les personnages secondaires sont ajoutées. Le style de Troilos est toutefois déclamatoire et verbeux, et l'auteur se montre un écrivain médiocre. S'il fait preuve d'originalité par rapport à son époque dans son souci du détail historique, cela se fait sous la forme de descriptions longues et érudites qui entravent l'intérêt dramatique.
Le réel intérêt de la pièce réside dans les chœurs, écrits sous forme de sonnets de onze syllabes (le reste de la pièce étant en décapentasyllabes). L'auteur s'y montre le meilleur auteur de sonnets de cette période de la littérature grecque.